# Мазур Трифон Григорович
Три́фон Григо́рович Ма́зур (24 червня 1919 — 30 січня 1998) — радянський військовик, Герой Радянського Союзу (1945).

## Біографія
Народився 24 червня 1919 року в селі Савинці (нині — Тростянецький район Вінницької області України) у селянській родині. Українець. Закінчив Тульчинський педагогічний технікум в 1938 році. Працював учителем початкової школи в селі Антонівка Томашпільського району.
У 1939 році призваний на службу в Робітничо-селянську Червону Армію. На фронтах німецько-радянської війни з червня 1941 року. Закінчив Смоленське артилерійське училище в 1943 році.
Командир взводу управління 753-го гарматного артилерійського полку (24-а гарматна артилерійська бригада, 5-а артилерійська дивізія, 4-й артилерійський корпус прориву, 3-я ударна армія, 1-й Білоруський фронт) лейтенант Трифон Мазур відзначився під час штурму Берліна.
27 квітня 1945 року, під час вуличних боїв у Берліні, лейтенант Мазур отримав наказ висунути одну гармату на пряме наведення і розбити будівлю школи на вулиці Збергальдштрассе у якій знаходилось чотири спарених зенітних установки противника і дві 105-мм. гармати. Незважаючи на складність завдання по виведенню на позицію габаритної 152-мм гармати, під щільним артилерійським вогнем ворога, завдання було виконано і вузол спротиву був знищений змусивши супротивника відступити. Уночі великим угрупованням німців кількістю у понад сто чоловік, було здійснено спробу захопити гармату і обслугу. Лейтенант Мазур, попри те що мав лише сімох бійців, вміло організував оборону. Замінивши заряджального, який вибув зі строю, обстрілював гарматою нападників допоки не закінчились снаряди, а потім вів вогонь з автомата і закидав ворогів гранатами. Не дивлячись на своє поранення, своїм прикладом стійкості надихав підлеглих, з якими зрештою відбив атаку. Було знищено половину угруповання, рештки розбіглися залишивши гармату і техніку. Таким чином лейтенант Мазур підтримав правий фланг 153-го стрілецького полку 52-ї стрілецької дивізії 12-го стрілецького корпусу 3-ї ударної армії і сприяв його просуненню вперед.
31 травня 1945 лейтенанту Мазуру Трифону Григоровичу було присвоєно звання Героя Радянського Союзу.
Після закінчення війни Т.Мазур продовжив службу в Радянській Армії.
У 1957 році звільнений в запас. У тому ж році закінчив Саратовський державний університет, після чого працював учителем географії у середній школі в місті Пугачов, у якому і проживав. Помер 30 січня 1998 року.

## Нагороди
Нагороджений також орденами та медалями:
- орденом Леніна
- орденом Богдана Хмельницького 3-го ступеня
- орденом Вітчизняної війни 1 ступеня
- трьома орденами Червоної Зірки
- медаллю «За відвагу» та ін.